# Steinborn (Eisenberg)
Steinborn ist ein Stadtteil von Eisenberg (Pfalz) im Donnersbergkreis in Rheinland-Pfalz. Mit einer Fläche von ca. 63 Hektar und ca. 1850 Einwohnern hat der Ortsteil eine große Bedeutung für Eisenberg.

## Geographie
Steinborn liegt im Stumpfwald, einem nördlichen Ausläufer des Pfälzerwaldes. Südlich der Ortslage fließt der Eisbach.
Die Kernstadt befindet sich gut 1 km östlich, der ebenfalls zu Eisenberg gehörende Stadtteil Stauf befindet sich einen halben Kilometer westlich, Ramsen liegt rund 2 km südwestlich. 

## Geschichte
Gegründet wurde Steinborn 1936 von ehemaligen Arbeitern der Gießerei Gienanth. In der heutigen Paul-Münch-Straße siedelten sich die ersten Bewohner Steinborns an.
Der erste Spatenstich erfolgte am 3. November 1936 unter Leitung von Bürgermeister Ludwig, Architekt Matheis, Siedlerobmann Franz Storbek und der Heimstätte AG in Neustadt als Siedlungsträger. Als Wohnsiedlungsprojekt gestartet, hat sich die Siedlung sehr schnell entwickelt. Nach 16 Familien im Jahr 1937 waren es Ende 1938 schon 121 Menschen. Gebremst durch die Wirren des Krieges dauerte es dann bis 1952, bis mit der Fertigstellung des Siedlerheimes, heute als „Hallchen“ bekannt, neue Aufbruchstimmung herrschte. Man feierte die erste Siedlerweihnacht im neuen Gemeinschaftshaus.
Die Geschichte der neuen Steinbornsiedlung fand mit dem 26. Mai 1965 ihren Anfang. Damals war es der Bundesminister für Wohnungswesen, Städtebau und Raumordnung, Paul Lücke, der persönlich die Grundsteinlegung in der Uhlandstraße 1 vornahm. Noch heute ist die Tafel mit der Jahreszahl 1965 im Mauerwerk am Eingang des Anwesens vorhanden.
Unter Einbeziehung der bereits vorhandenen Paul-Münch-Straße wurde das Baugebiet „Eisenberg-Steinborn“ in der Gemarkung „In den Mühlhecken“ aus der Taufe gehoben. Fortan entstanden hier unter Federführung der Wormser Baugesellschaft „dfh“ viele preisgünstige Eigenheime, die neben der günstigen Finanzierung in hohem Maße durch Selbsthilfe der Bauherren errichtet wurden. So konnten sich hier auch Menschen mit geringen finanziellen Möglichkeiten ein eigenes Heim leisten.
Als „Demonstrativ-Bauvorhaben der Bundesregierung“ wurde in Steinborn auch ein neues, einzigartiges Konzept in der Gestaltung des Wohnumfeldes umgesetzt. Eigenheime eingebettet in die grüne Umgebung mit eigenen Zuwegungen an die Häuser sollten naturnahes, ruhiges und erholsames Wohnen möglich machen. Anfangs konnte Steinborn noch mit einer Gaststätte, einem kleinen Einkaufsmarkt, einer Sparkassenfiliale und einer Bäckerei die Grundbedürfnisse der Einwohner selbst abdecken. Davon ist heute nur noch das „Bistro Cosmopolitan“ aktiv.
Im Mittelpunkt des Stadtteils steht das „Haus der Kirche“, das seit 25 Jahren als kirchliche Institution mit der Familie Hauth als Pfarrer und Verwalterfamilie für die Steinborner nicht wegzudenken ist. Genauso wie der Kindergarten, sind diese Einrichtungen über die Grenzen Steinborns hinaus bekannt.

## Politik
- FWG: 9
- CDU: 6

Steinborn ist  als Ortsbezirk ausgewiesen und besitzt einen Ortsbeirat und einen Ortsvorsteher.
Der Ortsbeirat besteht aus fünfzehn Ortsbeiratsmitgliedern. Bei der Kommunalwahl am 9. Juni 2024 wurden die Beiratsmitglieder in einer personalisierten Verhältniswahl gewählt. Die Sitzverteilung im gewählten Ortsbeirat:
| Wahl | SPD | CDU | FWG | Gesamt   |
| ---- | --- | --- | --- | -------- |
| 2024 | –   | 6   | 9   | 15 Sitze |
| 2019 | 4   | 3   | 8   | 15 Sitze |
| 2014 | 7   | 2   | 6   | 15 Sitze |

- FWG = Freie Wählergruppe Eisenberg e. V.

Alexander Haas (FWG) wurde 2009 Ortsvorsteher von Steinborn. Bei der Direktwahl am 9. Juni 2024 wurde er mit einem Stimmenanteil von 56,0 % für weitere fünf Jahre in seinem Amt bestätigt.

## Kultur und Sehenswürdigkeiten

### Helincheneiche

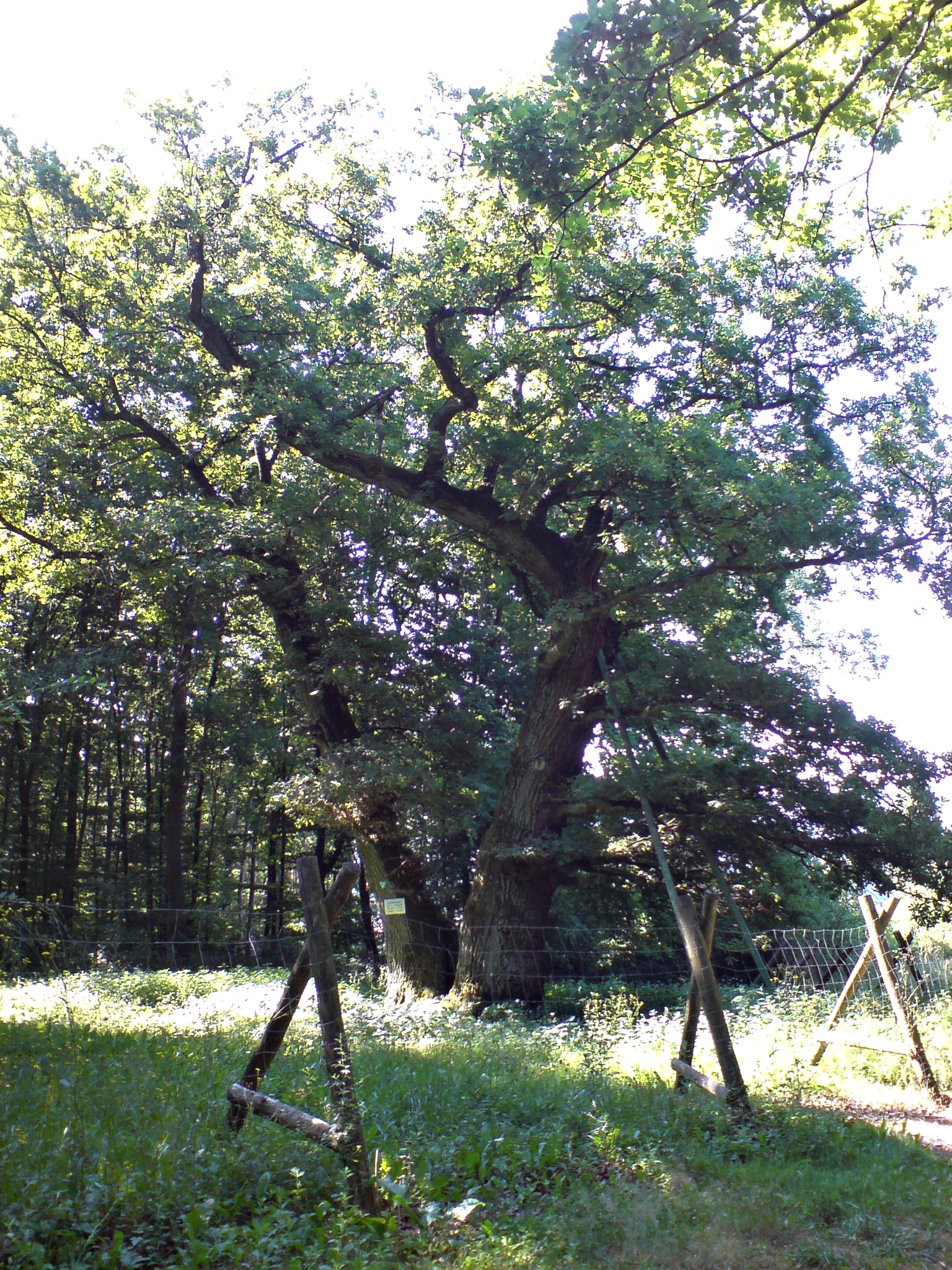
Helincheneiche

Die rund 500 Jahre alte Helincheneiche ist ein geschütztes Naturdenkmal.
Der Baum hat seinen Namen einer Sage über ein Mädchen namens Helinchen zu verdanken. Der Überlieferung nach war sie eine Bauerntochter aus Unterkerzenheim. Sie sollte mit dem Sohn eines reichen Bauern verheiratet werden, liebte aber den Oberjäger Anselm des Grafen Eberhard von Eberstein auf Burg Stauf. Als dies bekannt wurde, schickte der Graf auf Bitten der Eltern seinen Jäger in eine einsame Klause im Kerzenheimer Hinterwald, woraufhin Helinchen vor Kummer starb. Die Leichenträger hörten, als Helinchen bestattet werden sollte, ein irres Lachen und sahen das Gesicht des Mädchens hinter dem Fenstergitter der Giebelstube des Hofes. Anselm fiel im Kampf gegen den Rau- und Wildgrafen im unteren Alsenztal und vergab sterbend seinem Herrn. Helinchen und Anselm sollen in Vollmondnächten unter der Helincheneiche zu sehen sein.

### Regelmäßige Veranstaltungen
Das Angerfest findet alljährlich am ersten Augustwochenende auf dem Freiherr-vom-Stein-Platz in der Ortsmitte statt.

## Wirtschaft und Infrastruktur

### Wirtschaft
Am südlichen Ortsrand befindet sich ein Industriegebiet. An der Straße nach Eisenberg ist die Gießerei Gienanth angesiedelt. 

### Verkehr

#### Straßenverkehr
Die K 75 verbindet Steinborn und Stauf, die K 76 stellt eine Verbindung zur Bundesstraße 47 her. 
Die entlang der Eis verlaufende Landesstraße 395 tangiert den Ort. 

#### Öffentlicher Personennahverkehr
In Steinborn werden die Bushaltestellen Abzweig, Helincheneiche, Kirche, Lessingstraße und Westring von Bussen des Verkehrsverbunds Rhein-Neckar bedient. Die Linien 902, 906, 917 und 920 führen in den restlichen Donnersbergkreis, die Linie 457 von Enkenbach nach Grünstadt. Der nächste Bahnhof befindet sich in Eisenberg an der Eistalbahn.